# Самарская набережная

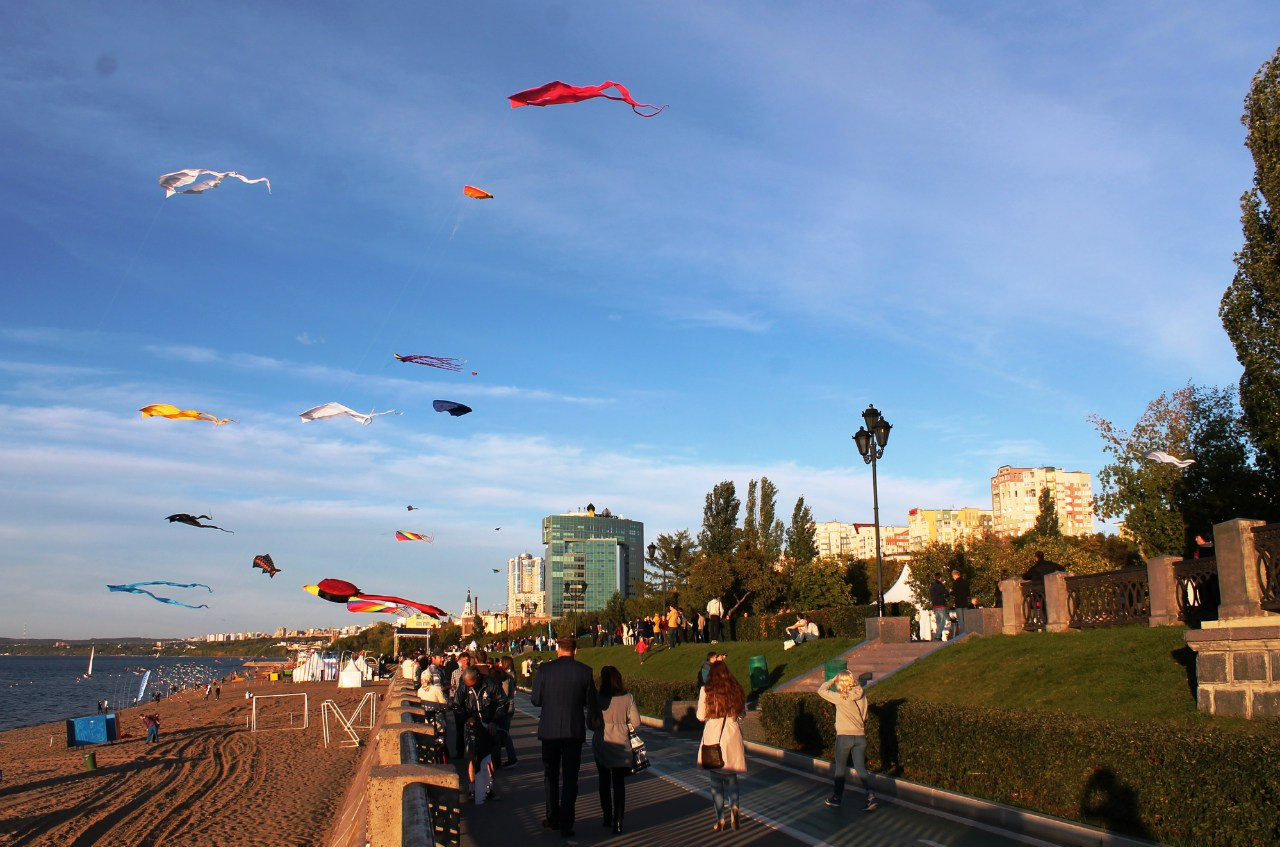
Запуск воздушных змеев со второй очереди и пляжа набережной на фестивале «Волгафест»

Самарская набережная, спускающаяся террасами к Волге, имеет протяжённость 4168,9 метров и разделена на четыре участка: по числу очередей застройки. На большей части набережной параллельно пешеходно-прогулочной зоне расположены песчаные пляжи. Зоной Жигулёвского пивоваренного завода разделяется на два независимых участка.

## История волжского берега
24 июня 1852 года Самарская губернская строительная и дорожная комиссия поручила архитекторскому помощнику Фирсову провести работы по обустройству спуска к реке Волге, подготовить смету и рисунки спусков.
По новому плану застройки города Самары (1853) набережные рек Волги и Самары отводились только под пристани, хлебные амбары, рынок, материальные склады, биржи строевого леса и дров.

«В первые годы губернского города от строительной и дорожной комиссии архитекторский помощник Н. Н. Еремеев составил несколько проектов на благоустройство отдельных участков набережной Волги и спусков к ней по улицам».

В 1853 году Министерство финансов выделило 1975 рублей на устройство в Самаре спуска к Волге для московского почтового тракта.
В августе 1854 года было начато обустройство двух спусков к плавучему мосту через реку Самару, работы были завершены осенью 1855 года, а в начале 1856 года в Самаре завершились работы по благоустройству спусков к реке Волге по Заводской улице (ныне Венцека) и к реке Самаре по Соборной улице (Молодогвардейской).
Внешний облик волжского фасада Самары складывался постепенно. 15 марта 1880 года Самарская городская управа и австрийский подданный Альфред фон Вакано подписали контракт о сдаче в аренду сроком на 99 лет участка земли на берегу Волги с постройками для устройства механического пивоваренного завода. Краснокирпичные с характерной раскраской корпуса Жигулевского пивоваренного комбината и сегодня привлекают внимание всех, кто проплывает по Волге мимо Самары.
В июле 1890 года под Воскресенским (ныне Пионерским) спуском было завершено сооружение часовни во имя святителя Алексия, митрополита Московского, считавшегося покровителем Самары. Проект часовни, построенной в «русском стиле» из красного кирпича с белокаменными украшениями и небольшой главкой на восьмигранном шатре, был разработан архитектором А. А. Щербачёвым.
«Часовня являлась украшением набережной, на которой размещались торговые ряды и причалы».
Живший в Самаре Максим Горький писал в одном из своих фельетонов:
На набережной города Самары следовало бы устроить вывеску и на этой вывеске написать: «Смертный, входящий в Самару с надеждой в ней встретить культуру, Вспять возвратися, зане город сей груб и убог».
Так сложилось, что лучшая по природным условиям часть города, прилегающая к Волге, превратилась в район хаотической застройки, по существу отрезавшей все пути населения к реке. Набережная была вся занята складами, лесопилками, конюшнями и мелкими постройками, берег никак не был связан с центром города.
До конца 30-х годов XX века берег Волги оставался неблагоустроен.

## Строительство набережной
Проектные работы начались в 1935 году. Прибрежная зона тогда представляла собой сплошные склады, деревянные дома, конюшни. Требовалось снести все постройки, расширить полосу набережной, укрепить берега, озеленить их, устроить пляжи. Одним из архитекторов набережной (в 1950-х годах) был Михаил Андреевич Труфанов, который считал, что Самаре повезло с пологим берегом. Это замечательное место для создания пешеходной зоны.
Проект набережной состоял из 4х очередей:
- первая — от улицы Вилоновской до Некрасовской;
- вторая — от Студенческого переулка до завода «Кинап» (разрабатывался как часть плана комплексной застройки берега Волги — тогда и были спроектированы сегодняшние жилые кварталы по Волжскому проспекту);
- третья — от улицы Некрасовской до Речного вокзала;
- четвёртая — от «Кинапа» до Силикатного оврага (каскад спускающихся к Волге террас).

### Первая очередь
В 1939 году берег был очищен на участке между Некрасовским и Вилоновским спусками, и здесь появился временный пляж, а в 1940 году начато строительство первой очереди набережной. Однако благоустройство в этот период не дало полного положительного результата, хотя работы планировщиков наметили основные направления разработки темы в дальнейшем и определили архитектурно-планировочное решение этого, безусловно, уникального места: верхняя терраса набережной должна максимально раскрываться на Волгу и элементами озеленения связываться с нижней террасой, чтобы водное пространство и зеленые массивы как бы вдавались в тело города с включением в него такой важной составляющей, как городской парк культуры и отдыха имени Горького (Струковский сад).
Великая Отечественная война приостановила строительство, и оно было возобновлено в 1954 году.
За два года на участке между Некрасовским и Вилоновским спусками протяжённостью 1350 метров была возведена подпорная железобетонная стена, облицованная серым уральским гранитным камнем. Подпорная стена расширила набережную. Применение гранита на подпорной стенке, лестницах и малых архитектурных формах уже говорило о том внимании, которое проявлялось к эстетике этого сооружения. Для создания соответствующего эстетического звучания на набережной устанавливались бетонные скульптуры, соответствующие вкусам того времени. В 1956—1957 годах на этом участке высажены сотни многолетних деревьев
В результате работы проектировщиков и строителей город получил хорошую зону отдыха, был устроен широкий песчаный пляж. Новая набережная вызывала хорошую реакцию у местных жителей и гостей города.
В начале XXI века в этой части набережной появились отдельно стоящие стационарные строения — рестораны «Тет-а-тет» на Вилоновском спуске и «Бирхаус» на Некрасовском спуске, работающие, в отличие от летних кафе, круглый год.

### Вторая очередь
В 1958—1961 годах была сооружена вторая очередь набережной на участке между Студенческим переулком (в 1967 году построен бассейн СКА) и заводом «Кинап», протяжённостью 1400 метров.
Подпорная стенка строилась из сборного железобетона (изготовлялся в г. Ставрополь — ныне Тольятти). В конструктивном отношении она представляла собой железобетонную плиту с «зубом», на которую ставились наклонная балка и стойка. На наклонную балку навешивались железобетонные плиты. Гранит шёл только на изготовление лестниц, тумб и других малых архитектурных форм. Бульвар шириной от 30 до 60 метров решался широкими, в 7 м прогулочными аллеями с карманами для установки садовых диванов. А в поперечном направлении также устраивались проезды и проходы в местах, отвечающих ритму жилых домов и зелёных бульваров, идущих вверх по склону в жилую застройку.
Жильё начали строить одновременно с благоустройством набережной, первые дома были сданы в эксплуатацию уже в 1955-56 годах, ещё до завершения работ по благоустройству набережной. Первоначально садовые диваны также были выполнены из бетона, потом их заменили на металлические, которые не сохранились. В планировке бульвара набережной предусмотрено зонирование территории с организацией зон: для тихого отдыха (подавляющая часть территории), изолированно от них — спортивных, детских площадок, площадок для ручных игр, летних кафе для продажи прохладительных напитков, мороженого и др.
Архитекторы и художники много работали над созданием цветовой гармонии набережной. Всё пространство было разбито на четыре сектора, каждый из них имел свой колер покраски садовых диванов и соответствующий ему подбор окраски цветов и цветущих кустарников. Такое решение создавало поистине сказочную красоту.
В 2011 году вторая очередь набережной была реконструирована: общая планировка сохранена, убраны нестационарные кафе и киоски, заменены фонари уличного освещения, пешеходная часть выложена плиткой, реконструирован фонтан около бассейна, появилась велодорожка. Около бассейна ЦСК заработал светомузыкальный фонтан.
В 2014 году на Полевом спуске установлена конная скульптура первого самарского воеводы Засекина.

### Третья очередь
Деревянное здание Куйбышевского речного вокзала, спроектированное архитектором Л.Волковым и введенное в эксплуатацию к началу навигации 1936 года к концу 60-х не отвечало запросам времени. Рядом с ним в 1969 г. началось строительство нового железобетонного комплекса по проекту архитектора Ю. А. Когана. 23 июля 1971 года состоялось его торжественное открытие. Старое деревянное здание было снесено в 1974 г.

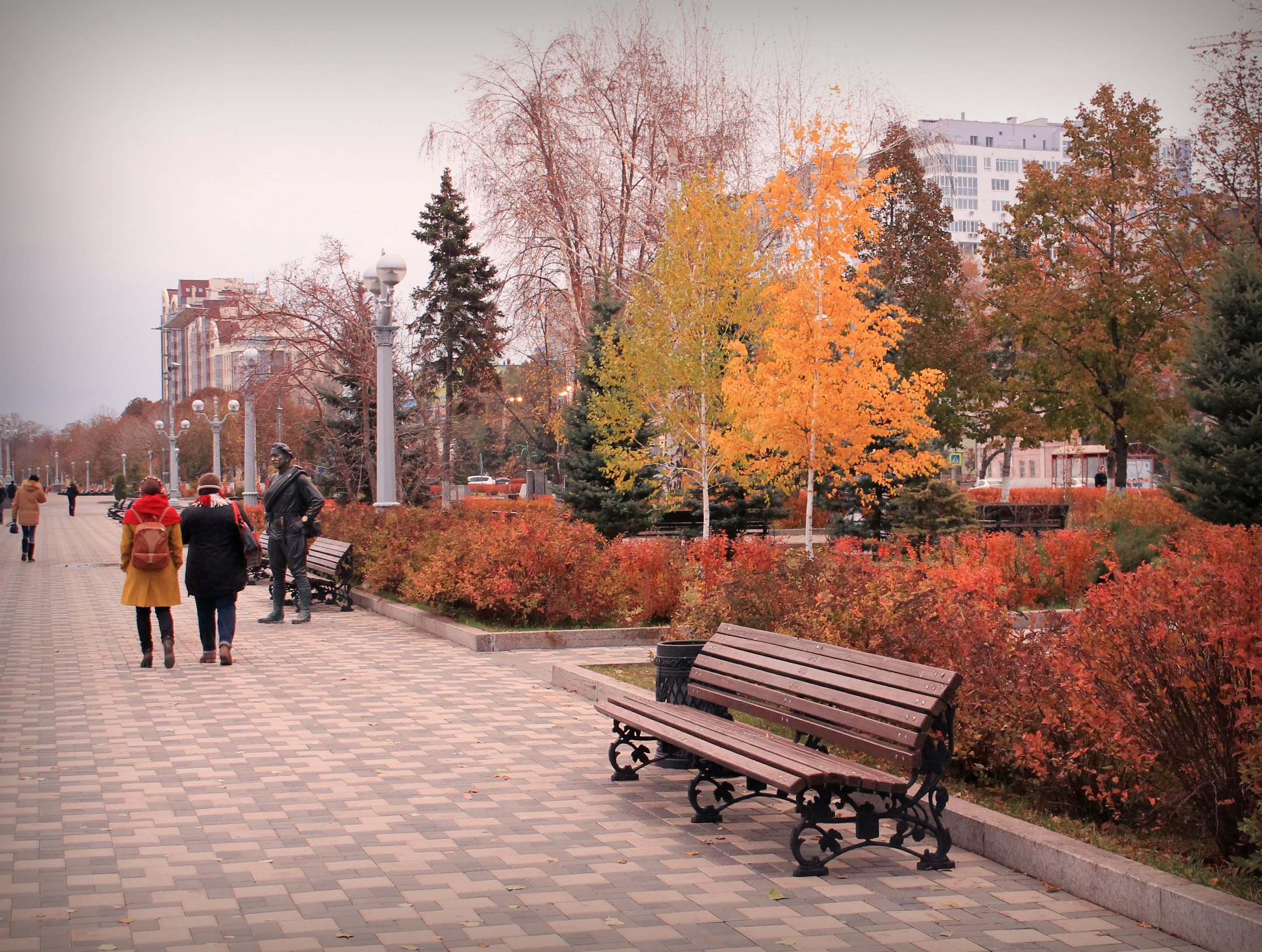
Третья очередь набережной в конце осени

После ввода нового речного порта в эксплуатацию была спланирована третья очередь набережной— от улицы Некрасовской до Речного вокзала, то есть непосредственно продолжающая набережную первой очереди. На этом участке подпорная стенка из известняка уже была сооружена в начале века. Потребовалось лишь создать зелёный бульвар с дорожками и небольшим числом малых архитектурных форм (архитектор М. А. Труфанов). Проект не был осуществлён в полной мере: так, не построена полукруглая ротонда у центрального спуска к Волге, изменена композиция фонтана у центральной площади (вместо четырёх фонтанов построен один большой, нарушающий центральную ось площади).
В 2012 году реконструирована третья очередь набережной. В частности, полностью заменён фонтан «Парус». Реконструированы Аллея соловецких юнг и малая архитектурная форма «Якорь». Уложено плиточное покрытие вместо асфальтового, заменены фонари.
11 сентября 2014 года около фонтана «Парус» была установлена скульптурная композиция в виде бронзового мольберта «Бурлаки на Волге» по мотивам известной репинской картины. Автор композиции — самарский скульптор Николай Куклев.

### Четвёртая очередь

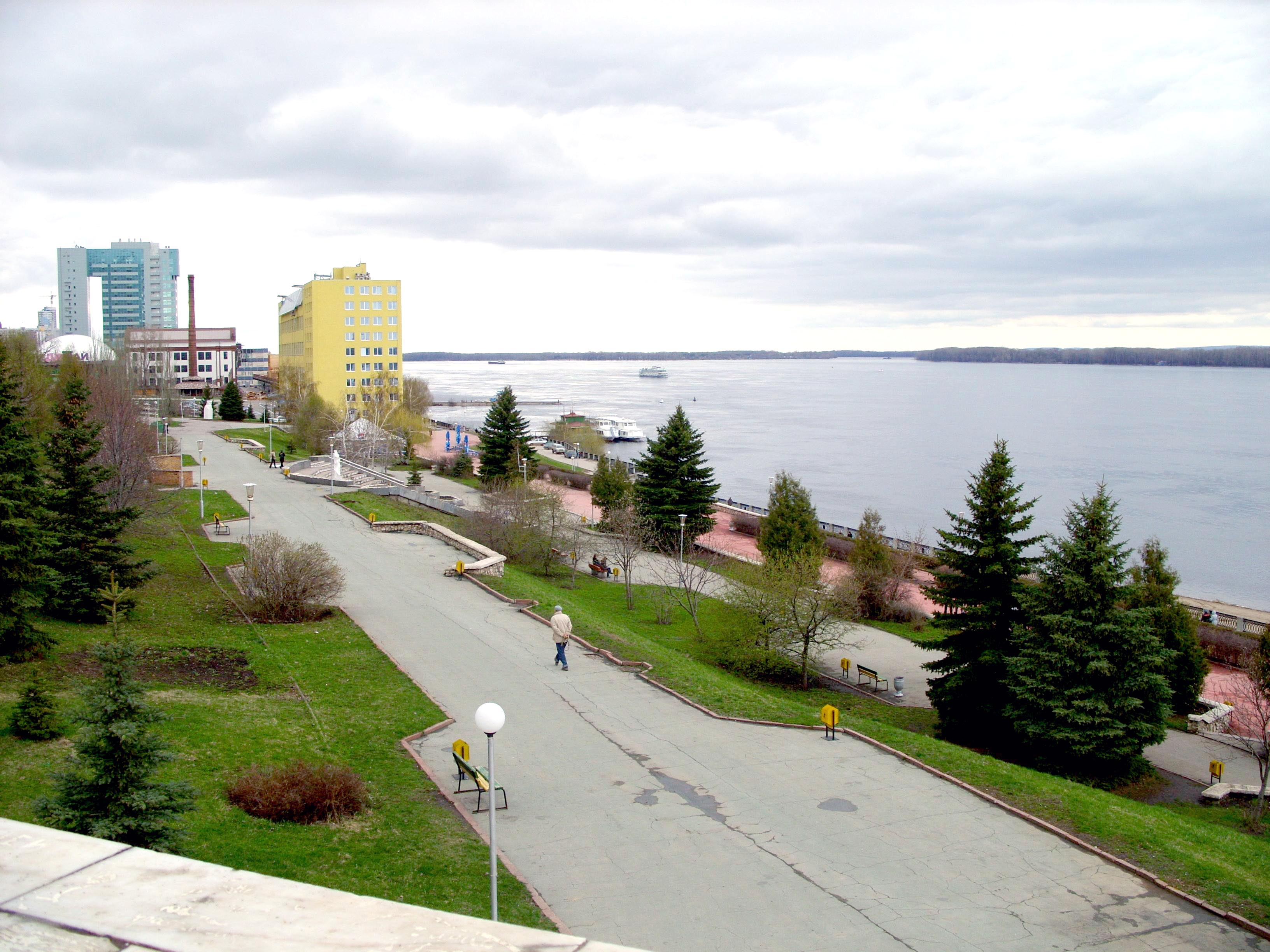
Четвёртая очередь набережной рядом с Ладьёй (до реконструкции)

Четвёртая очередь набережной (Октябрьская набережная) была открыта в 1986 году. Она небольшая по протяжённости — от бывшего завода «Кинап» (улицы Осипенко) до Силикатного оврага — и связана с так называемым 4-м микрорайоном. В планировочном отношении отличается от предыдущих набережных, не имеющих больших уклонов. Располагается на крутом склоне и построена путём создания террас.
Главным акцентом 4-й очереди набережной является стела, выполненная в виде ладьи с большим парусом. Стела «Ладья» была установлена в 1986 году к 400-летию города Самары. Конкурс на её проектирование выиграли архитекторы Игорь Галахов и Анатолий Янкин. Высотой стела порядка 20 метров, выполнена из бетона. Сейчас это скульптурная эмблема Самары, один из символов города.
В 2016 году было принято решение о реконструкции Октябрьской набережной и стелы «Ладья». Работы завершились в 2018 году: построен фонтан, заменено покрытие нескольких аллей. В конце набережной, около церкви, установлен небольшой памятник святому князю Владимиру.
Выставка «Земля, вид с небес»
С 29 июня по 15 сентября 2002 года самарская набережная была местом проведения выставки Земля, вид с небес (англ. Earth from the Air) французского фотографа Яна Артюс-Бертрана. Самара стала первым российским городом, в котором был показан этот фотопроект. На четвёртой очереди набережной, возле «Ладьи», на 62 специальных стендах было размещено 120 работ Артюс-Бертрана (120x180 см), снабжённых комментариями на двух языках. Также были представлены большая напольная карта мира (15x20 м) и двенадцатиминутный фильм, рассказывающий о работе фотографа. Вход на выставку был свободным, и за два с половиной месяца её посетило около миллиона самарцев.

### Планы на строительство пятой очереди
Был разработан эскизный проект пятой очереди набережной, связывающей участок от «Ладьи» до улицы Лейтенанта Шмидта. Проект предусматривал пляжную зону, прогулочную зону и парковку с эстакадой; по замыслу авторов, это позволило бы создать новую зону отдыха и устранило бы опасность обрушения волжского склона центральной части Самары.

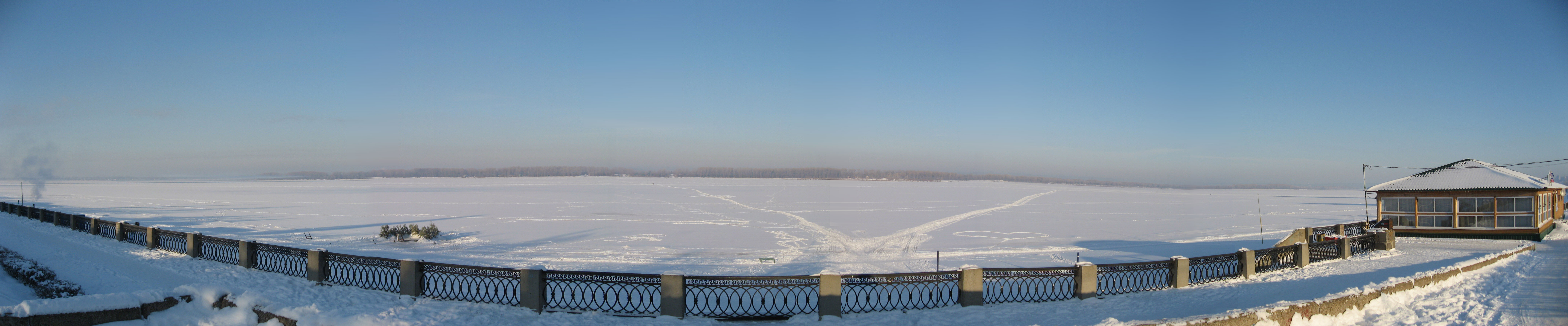
Зимняя Волга. Вид с Самарской набережной

В 2021 году Самарская организация Союза архитекторов России получила около 6 млн рублей на «оказание услуг по разработке концепции архитектурно-планировочного решения планировки территории Пятой очереди набережной р. Волга в границах улицы Вилоновской и 2-й очереди набережной» от муниципального предприятия «Самарская набережная». Был объявлен очередной конкурс на проект 5-й очереди набережной — между Жигулёвским пивзаводом и бассейном ЦСКА. Этот участок должен соединить существующие части набережной и превратить все её участки в единое целое.
Планируется, что строительство пятой очереди набережной — на участке от улицы Вилоновской до бассейна ЦСКА — начнётся в 2023 году
.